# セイヨウメギ
セイヨウメギ（西洋目木、学名：Berberis vulgaris）は、メギ科メギ属の落葉低木である。食べられるが酸味の強い果実を付け、多くの国で食べられる。メギ属のタイプ種となっている。
中央・南ヨーロッパ、北西アフリカ、西アジア等が原産で、ブリテン諸島やスカンジナビア半島を含む北ヨーロッパや北アメリカでも帰化している。アメリカ合衆国やカナダでは、ノバスコシア州からネブラスカ州までの範囲で野生種となっており、コロラド州、アイダホ州、ワシントン州、モンタナ州、ブリティッシュコロンビア州でも見られる。また帰化しているわけではないが、ニュージーランドの田園部では、生垣として広く栽培されている。多くの国で果実をとるために栽培されている。

## 特徴
最大4m程度の高さになる落葉性の低木である。葉は、長さ2-5cm、幅1-2cmの小さな楕円形で、葉縁は鋸歯状である。2-5枚がまとまって生じ、長さ3-8mmの3つに分岐した刺で包まれている。花は黄色で、幅4-6mmであり、晩春には長さ3-6cmの円錐花序を作る。果実は長さ7-10mm、幅3-5mmの細長い赤色で、晩夏から秋にかけて熟す。食べられるが、酸味が強い。

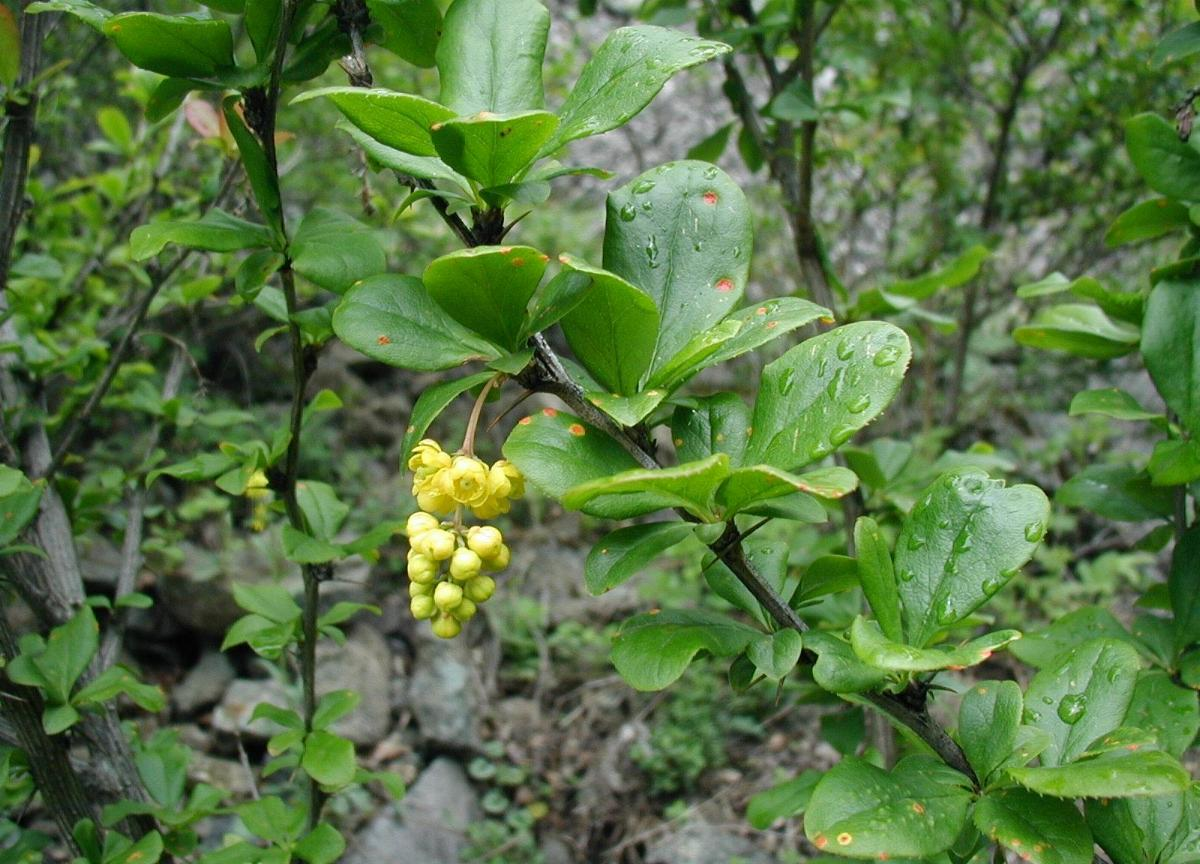
葉
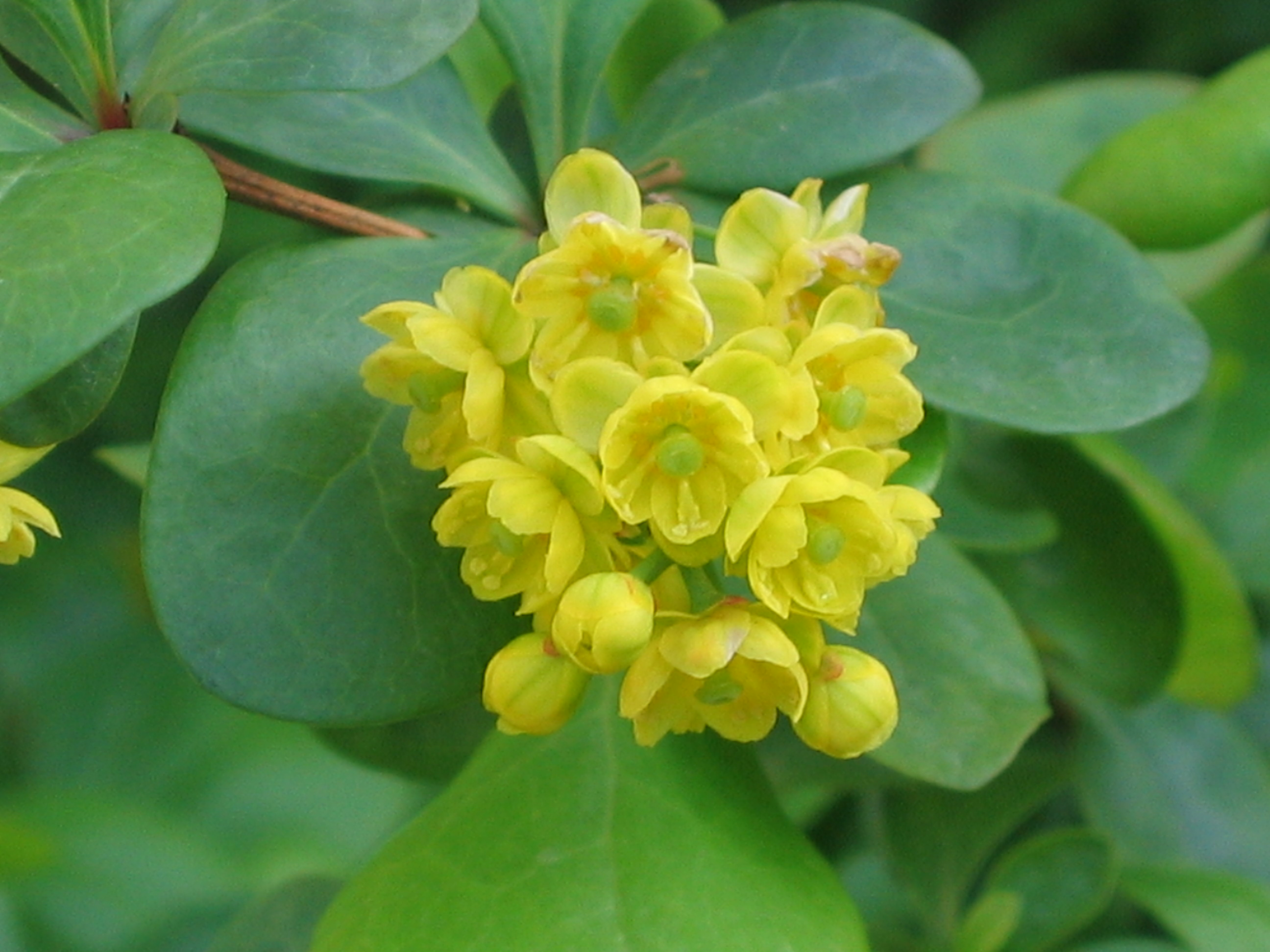
花
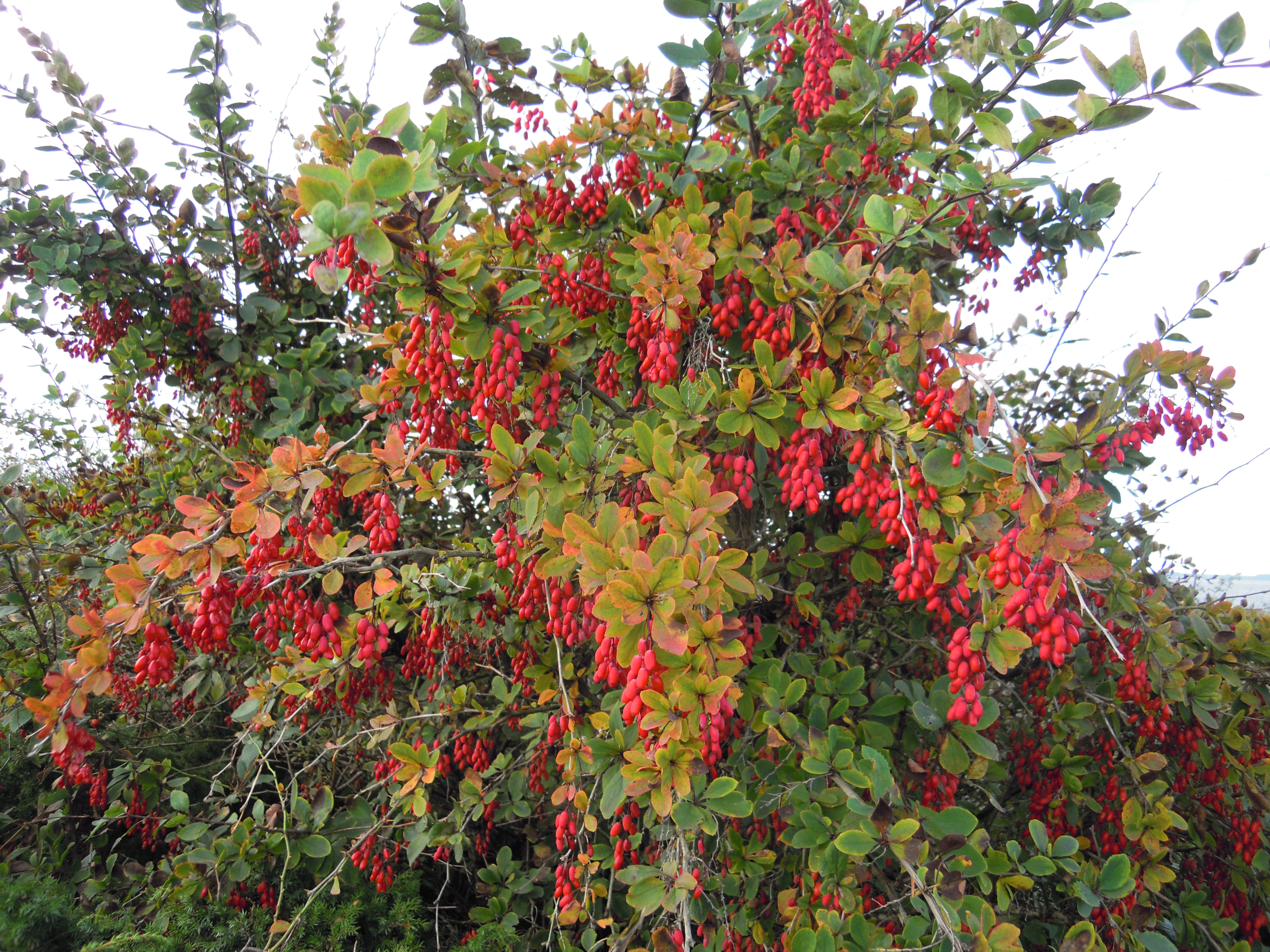
果実

## 食用

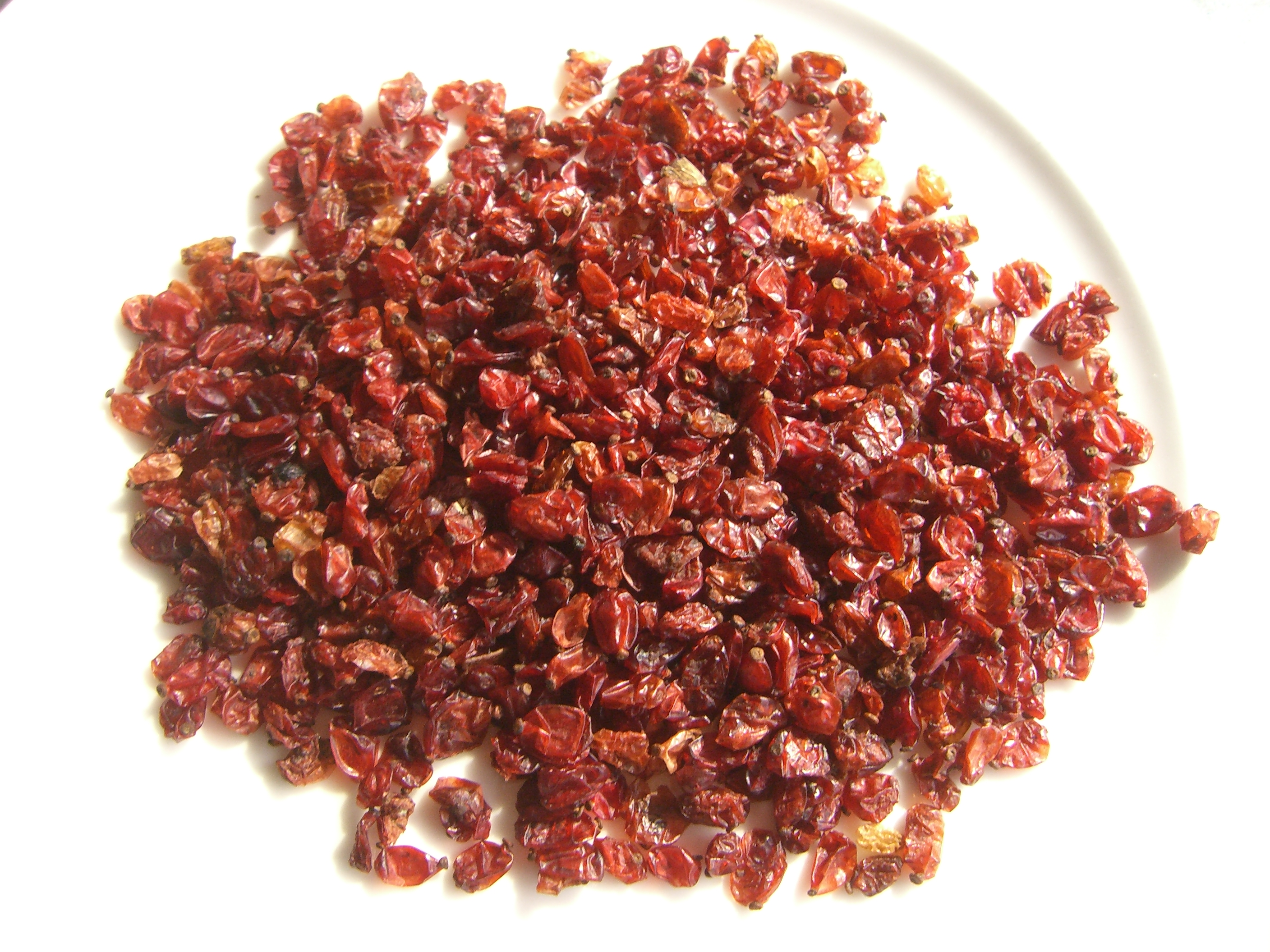
乾燥果実

果実は食用でビタミンCが多いが、棘により収穫が難しいため、多くの場所では広く食べられているわけではない。多くの小鳥にとっては重要な食べ物で、種子の拡散に役立っている。
ヨーロッパでは、伝統的にジャムを作るのに用いられる。ペクチンの含量が多いため、加熱した後に冷やすと凝固する。南西アジア、特にイランでは、ジャム作りの他、料理にも用いられる。例えば、イランでは、干した果実がピラフの具材に使われる。干したセイヨウメギの果実は、ペルシア語でzereskと呼ばれ、イランはこれの最大の生産国である。
イランの南ホラーサーン州、特にビールジャンドやガーエンの周辺は、干したセイヨウメギやサフランの生産の中心地である。約85%がガーエン、15%がビールジャンドで作られている。200年前に、南ホラーサーン州で種無しのセイヨウメギが栽培された証拠がある。zereskは料理に用いられ、特に鶏肉料理に酸味を与える。

## その他の利用
ニュージーランドでは、生垣として広く栽培される。コムギ等の作物に感染して病気を引き起こすコムギ黒さび病菌の代替宿主となるため、カナダやアメリカ合衆国のいくつかの州（コネチカット州、マサチューセッツ州、ミシガン州、ニューハンプシャー州）では栽培が禁止されている。
セイリッシュ族は、伝統医学でニキビの治療に"barberry"（英語で本種を指す語）を用いるが、実際に使用するのは自生するヒイラギメギ等のヒイラギナンテン属の樹皮等である。
ネイティブ・アメリカンは、セイヨウメギの根や果実を食欲を喚起する強壮剤として用いてきた。樹皮や根の煎じ薬は、消化器官の不調や咳の治療に用いられてきたが、その苦さのため、利用は限定的であった。